# Ружа (Новотомиський повіт)
Ружа (пол. Róża, нім. Rose) — село в Польщі, у гміні Новий Томишль Новотомиського повіту Великопольського воєводства.
Населення — 196 осіб (2011).
У 1975-1998 роках село належало до Познанського воєводства.

## Демографія
Демографічна структура станом на 31 березня 2011 року:
|          | Загалом | Допрацездатний вік | Працездатний вік | Постпрацездатний вік |
| -------- | ------- | ------------------ | ---------------- | -------------------- |
| Чоловіки | 87      | 17                 | 65               | 5                    |
| Жінки    | 109     | 21                 | 71               | 17                   |
| Разом    | 196     | 38                 | 136              | 22                   |